# Cristina Cavalinhos
Cristina Maria de Melo Cavalinhos mais conhecida por Cristina Cavalinhos (Setúbal, 21 de Outubro de 1965) é uma atriz e dobradora portuguesa.

## Formação académica
- 1990 - Curso superior de Teatro pela Escola Superior de Teatro e Cinema (Antigo Conservatório)

Nota: Frequência de 2 anos do curso de Canto do Conservatório de Música

## Formação profissional
- 1992- Workshop de Gesto e Movimento orientado por Luca Aprea, actor, encenador e professor de corpo no Conservatório
- 1992- Workshop orientado por Polina Klimowiskaia, Teatro da Cornucópia
- 1990- Atelier de formação vocal, orientado por Françoise Wallot, professora de voz no Conservatório em Bruxelas e discípula de Christine Linklater
- 1989- Atelier de formação "Brook Dirige" em Mérida, orientado por João Mota e integrado no xxxv Festival de Mérida
- 1984- Atelier de formação com o "Teatro Del Canto" de Turim

## Experiência profissional

### Teatro
- 2002- “Um D. Quixote”, encenação de António Pires no Teatro Maria Matos
- 2001- “Entrada de Palhaços” de Hélène Parmelin, encenação de António Pires no Teatro Nacional S. João
- 2001- “Albatroz” de Mário Botequilha, encenação de Francisco Salgado no Chapitô
- 2000- “Não Sobre Rouxinóis” de Tenesse Williams, encenação de Alfredo Brissos
- 1998- “O Voo das Borboletas” de Luís Fonseca, encenação de Álvaro Correia no Teatro da Comuna
- 1997- “Medida por Medida” de Shakespeare, encenação de João Mota na Comuna
- 1996- “O Mal da Juventude” de Ferdinand Bruckner, encenação de João Mota no Teatro da Comuna
- 1996- "Lisboa dos Pregões" de Cristina Gomes, encenação de Adriano Luz para as Festas de Lisboa
- 1995- "Aqui", de Michael Fryan, encenação de Alfredo Brissos, Teatro da Comuna
- 1993- "O Pelicano", de Strindberg, encenação de Gastão Cruz, Teatro da Graça
- 1992- "Vassa Geleznova", de Máximo Gorki, encenação de Elisa Lisboa, Teatro da Graça
- 1989- "Salada", de Tristan Rémy, encenação colectiva na Cornucópia
- 1989- "Céu de Papel", encenação de Luís Miguel Cintra
- 1988- "Vida e Morte de Bamba", de Lope de Vega, encenação de Luís Miguel Cintra
- 1984- "Alves & Cia", de Fernando Gomes, TAS- Teatro de Animação de Setúbal

### Televisão
- 2017/2018 - "A Herdeira", TVI
- 2017 - "Inspetor Max", TVI (participação especial)
- 2015/2016 - Coração d'Ouro, SIC - Olga
- 2014 - "Mar Salgado", SIC (participação especial)
- 2013 - Bem-Vindos a Beirais, RTP (participação especial)
- 2011 - "A Família Mata", SIC (participação especial)
- 2011 - "Velhos Amigos", RTP - (participação especial)
- 2009 - "Ele é Ela", TVI
- 2008 - "Liberdade 21", RTP - (participação especial)
- 2008 - "Casos da Vida", TVI
- 2008 - "T2 para 3", RTP
- 2007 - "Deixa-me Amar", TVI
- 2006 e 2007 - "Floribella", SIC - A actriz protagonizou a inesquecível governanta alemã Helga Schneider que conquistou o público infantil da altura.
- 2006 - "Vingança", SIC (participação especial)
- 2006 - "Aqui Não Há Quem Viva", SIC (participação especial)
- 2005 - "Os Serranos", TVI (participação especial)
- 2005 - "Mundo Meu", TVI (participação especial)
- 2004 - "João Semana", RTP
- 2004 - "Inspector Max", TVI (participação especial)
- 2004 - "Morangos com Açúcar", TVI (Bertie Sapinho)
- 2003 - "Ana e os Sete, TVI (participação especial)
- 2003 - "Saber Amar, TVI (participação especial)
- 2001/02 - “Anjo Selvagem”, TVI
- 2001 - "Super Pai", TVI (participação especial)
- 2001 - “Espírito da Lei”, SIC
- 2000 - "Ganância", SIC
- 2000 - "Jardins Proibidos", TVI (participação especial)
- 2000 - “Terra à Mostra”, de Nicolau Breyner, RTP
- 1999 - "Esquadra de Polícia", de Moita Flores, RTP
- 1999 - "Jornalistas", SIC (participação especial)
- 1998 - "Um Sarilho Chamado Marina", SIC (participação especial)
- 1998 - "Herman 98", RTP (participação)
- 1998 - "Terra Mãe", de Rui Vilhena, RTP (participação especial)
- 1997/98 - “Bom Baião”, SIC
- 1997 - "Herman Enciclopédia", de Herman José, RTP
- 1997 - “Starla e as jóias encantadas”, SIC
- 1995 - “Dr. Cobaia e Luvinha”, RTP

### Cinema
- 2021 - There's Always Hope, de Tim Lewiston
- 2020 - Bem Bom, de Patrícia Sequeira
- 2019 - Ladrões de Tuta e Meia, de Hugo Diogo
- 2018 - Parque Mayer, de António-Pedro Vasconcelos
- 2017 - Delírios Aleatórios, curta-metragem
- 2016 - O Regresso, curta-metragem
- 2016 - O Estado a que Chegámos, curta-metragem
- 2010 - O Segredo de Miguel Zuzarte, de Henrique Oliveira
- 2002 - O Meu Sósia e Eu, de Tiago Guedes
- 2002 - A Passagem da Noite, de Luís Filipe Rocha
- 2002 - Só Por Acaso, de Rita Nunes
- 2001 - Les filles à papa, telefilme francês
- 2000 - Cavaleiros de Água Doce, de Tiago Guedes, SIC
- 2000 - Um Passeio no Parque, de Marie Brand, SIC
- 1997 - La vie à trois, telefilme francês
- 1996 - Pizórisco, de Francisco Falcão
- 1989 - O Comboio da Canhoca, de Orlando Fortunato

### Publicidade
- 2015 - Filme Publicitário para Pingo Doce
- 2014 - Filme Publicitário para Minipreço
- 2002 - Filme Publicitário para Santal Light
- 2001 - Filme Publicitário para Brise
- 1998 - Filme Publicitário para Compal Light - Neste filme, a actriz teve bastante popularidade, devido à forma humorística com que disse a famosa deixa "Hum, olha a magra!...".
- 1997 - Filme Publicitário para Banco Banif
- 1997 - Filme Publicitário para Poupança Universo
- 1996 - Filme Publicitário para Telecel
- 1995 - Filme Publicitário para Continente
- 1995 - Filme Publicitário para o livro "As Minhas Receitas de Massa", de Filipa Vacondeus
- 1995 - Filme Publicitário para Totoloto

### Dobragens
(Resumo dos trabalhos mais significativos)
- 1957 - 1958 O Pica-Pau, voz de Winnie Woodpecker (dobragem SIC K).
- 1991 - A Bela e o Monstro, voz de Plumette.
- 1991 - Rock-A-Doodle, voz de Ritinha e Coelhinha.
- 1992 - 1997 Sailor Moon/Navegante da Lua[2], anime, voz de Rita/Navegante de Marte, Susana/Navegante de Plutão, Artemisa (Artemis), Diana, Lena/Fernanda Tsukino, CereCere, Bertierite, Sara, Sailor Galáxia (boa)
- 1986 - 1989 Dragon Ball voz de Bulma, Lunch, Baba, Chaoz
- 1989 - 1996 Dragon Ball Z, voz de Bulma, Lunch, Marron, Nº18, Baba, Chaoz, Dende
- 1995 - Dr. Cobaia e Luvinha, voz de Cuca.
- 1995 - 2003 O Laboratório do Dexter, voz de Dee Dee.
- 1996 - 1997 Dragon Ball GT, voz de Bulma, Pan e Bulla.
- 1996 - 1997 Kangoo, voz de Tiffany.
- 1996 - A Família dos Porquês?, voz de Victor.
- 1997 - 1997, Gadget Boy, voz de Heather.
- 1997 - 2006 Recreio, voz de Gretchen (2ª voz).
- 1997 - “Starla e as jóias encantadas”, voz de Tamara
- 1998 - S.O.S. Croco!, voz de Miss Jannet.
- 2002 - 2007 Kim Possible, voz de Shego e Monique.
- 2004 - "Barbie: A Princesa e a Aldeã", voz de Serafina.
- 2006 - "Barbie Fairytopia Mermaidia", voz de Azura.
- 2007 - 2012 Bakugan, voz de Alice e Skyress.
- 2009 - 2019 Fairy Tail, voz de Mavis, Merady e, a partir do episódio 101, a Charles.
- 2016 - Sailor Moon Crystal, voz de Rei Hino/Sailor Mars, Setsuna Meioh/Sailor Pluto, Luna, Berthier.
- 2017 - A Estrela do Natal, voz de Rute
- 2018 - Dragon Ball Super: Broly voz de Bulma, Bulla, Gine